# Bief
Bief é uma comuna francesa na região administrativa de Borgonha-Franco-Condado, no departamento de Doubs. Estende-se por uma área de 3,81 km². Em 2010 a comuna tinha 114 habitantes (densidade: 29,9 hab./km²).